# Alexandre Massau
Alexandre Massau, nome artístico de Alexandre Cardoso Machado (Belo Horizonte, 10 de maio de 1978) é um cantor, percussionista  compositor e guitarrista brasileiro.

## Biografia
Em 1996, entrou para a banda Berimbrown, banda que mistura elementos da black music com capoeira, permaneceu no grupo até 2004, após gravar dois álbuns, após isso, passou a trabalhar em jingles e a estudar teatro, no ano seguinte, fundou a banda Preto Massa, que misturava funk e rock. Em 2008, recebeu o convite para substituir o cantor Toni Garrido na banda de reggae Cidade Negra, onde também atuou como guitarrista, permaneceu no grupo até 2010, chegando a gravar apenas um álbum: Que Assim Seja, no ano seguinte, Garrido reassume o lugar como vocalista.
Em 2013, Alexandre reuniu o Preto Massa para gravar o seu primeiro álbum.